# Christian Orlainsky
Christian Orlainsky (ur. 17 lutego 1962 w Tschagguns) – austriacki narciarz alpejski. Zajął 13. miejsce w gigancie na igrzyskach w Lake Placid w 1980 r. co jest jego najlepszym wynikiem olimpijskim. Jego najlepszym wynikiem na mistrzostwach świata było 15. miejsce w gigancie na mistrzostwach w Schladming. Najlepsze wyniki w Pucharze Świata osiągnął w sezonie 1980/1981, kiedy to zajął 10. miejsce w klasyfikacji generalnej, a w klasyfikacji giganta był szósty.

## Sukcesy

### Puchar Świata

#### Miejsca w klasyfikacji generalnej
- 1978/1979 – 25.
- 1979/1980 – 17.
- 1980/1981 – 10.
- 1981/1982 – 27.
- 1982/1983 – 15.
- 1983/1984 – 55.
- 1985/1986 – 97.
- 1986/1987 – 59.
- 1987/1988 – 52.

#### Miejsca na podium
1. Chamonix – 27 stycznia 1980 (slalom) – 3. miejsce
2. Cortina d’Ampezzo – 10 marca 1980 (slalom) – 3. miejsce
3. Ebnat-Kappel – 4 stycznia 1981 (gigant) – 1. miejsce
4. Kitzbühel – 18 stycznia 1981 (slalom) – 3. miejsce
5. Adelboden – 26 stycznia 1981 (gigant) – 2. miejsce
6. Madonna di Campiglio – 22 grudnia 1982 (kombinacja) – 2. miejsce
7. Kitzbühel – 23 stycznia 1983 (slalom) – 2. miejsce
8. Le Markstein – 12 lutego 1983 (slalom) – 3. miejsce